# Józef Mazur (poseł)
Józef Mazur (ur. 10 maja 1895 w Jaszczerku, zm. 25 października 1939 w Księżych Górach k. Grudziądza) – polski przemysłowiec, polityk i działacz społeczny, poseł na Sejm II i III kadencji w II RP z ramienia Związku Ludowo-Narodowego oraz Stronnictwa Narodowego.

## Życiorys
Uczęszczał do szkół na Pomorzu. Od 2 lutego 1905 do 6 maja 1906 roku brał udział w strajku szkolnym. Ukończył szkołę handlową, a następnie zaczął pracę jako kupiec w mieście Nowe, gdzie w 1918 współtworzył organizację „Jedność”, która zrzeszała wracających z frontu żołnierzy. Żołnierze ci utworzyli później Dywizję Pomorską Wojska Polskiego. W czasie wojny polsko-bolszewickiej zgłosił się ochotniczo do wojska. 
W latach 1919–1921 mieszkał w Pelplinie, a od 1922 na stałe w Grudziądzu, gdzie odkupił od Otto Kysera fabrykę octu. W 1929 roku, po zrzeczeniu się mandatu przez Stanisława Wojnowskiego, uzyskał mandat posła w okręgu wyborczym nr 30, z listy nr 24 (Lista Katolicko-Narodowa). W 1930 roku uzyskał reelekcję. W 1931 roku wystąpił przeciwko ratyfikacji umowy gospodarczej z Niemcami. Od 1933 przewodził Towarzystwem Kupców Samodzielnych w Grudziądzu oraz działającej przy nim Sekcji Spożywców. Był członkiem Zarządu Głównego Związku Towarzystw Kupieckich na Pomorzu i prezesem Rady Nadzorczej banku działającego przy tymże związku. Wiceprezes Związku Fabryk Octu w Polsce oraz członek Rady Nadzorczej Związku Średniego i Drobnego Przemysłu w Polsce. Od 1928 był członkiem Rady Wojewódzkiej Stronnictwa Narodowego, a w 1932 współorganizatorem Stowarzyszenia Młodzieży Narodowej. Był ławnikiem Grudziądza oraz prezesem Towarzystwa Właścicieli Nieruchomości w tymże mieście. Członek Rady Nadzorczej Związku Miast Polskich oraz Zachodnio-Polskiego Towarzystwa Kredytowego Miejskiego w Poznaniu i Krajowego Zakładu Wzajemnych Ubezpieczeń. W okresie 1932-1939 pełnił funkcję radcy Izby Przemysłowo-Handlowej w Gdyni, gdzie działał w komisjach: podatkowej, morskiej, finansowo-kredytowej, eksportowej, socjalnej, wystaw i targów oraz polityki handlowej. Był odznaczony Związkową Odznaką dla Zasłużonych Związku Towarzystw Kupieckich na Pomorzu.
Po wybuchu II wojny światowej, pod koniec września 1939, został aresztowany pod zarzutem przynależności do konspiracyjnej organizacji Grunwald i niedługo potem rozstrzelany.

## Rodzina
Był synem Jana i Józefiny z domu Łepko Mazurów. W 1919 roku ożenił się z Heleną z Kipczyńskich, z którą miał synów: Mieczysława - zamordowanego w 1945 przez Gestapo, Kazimierza i Jana - muzyków oraz Józef - inżyniera oraz córki: Bogumiłę i Felicję - ekonomistkę.